# 田邊昭知

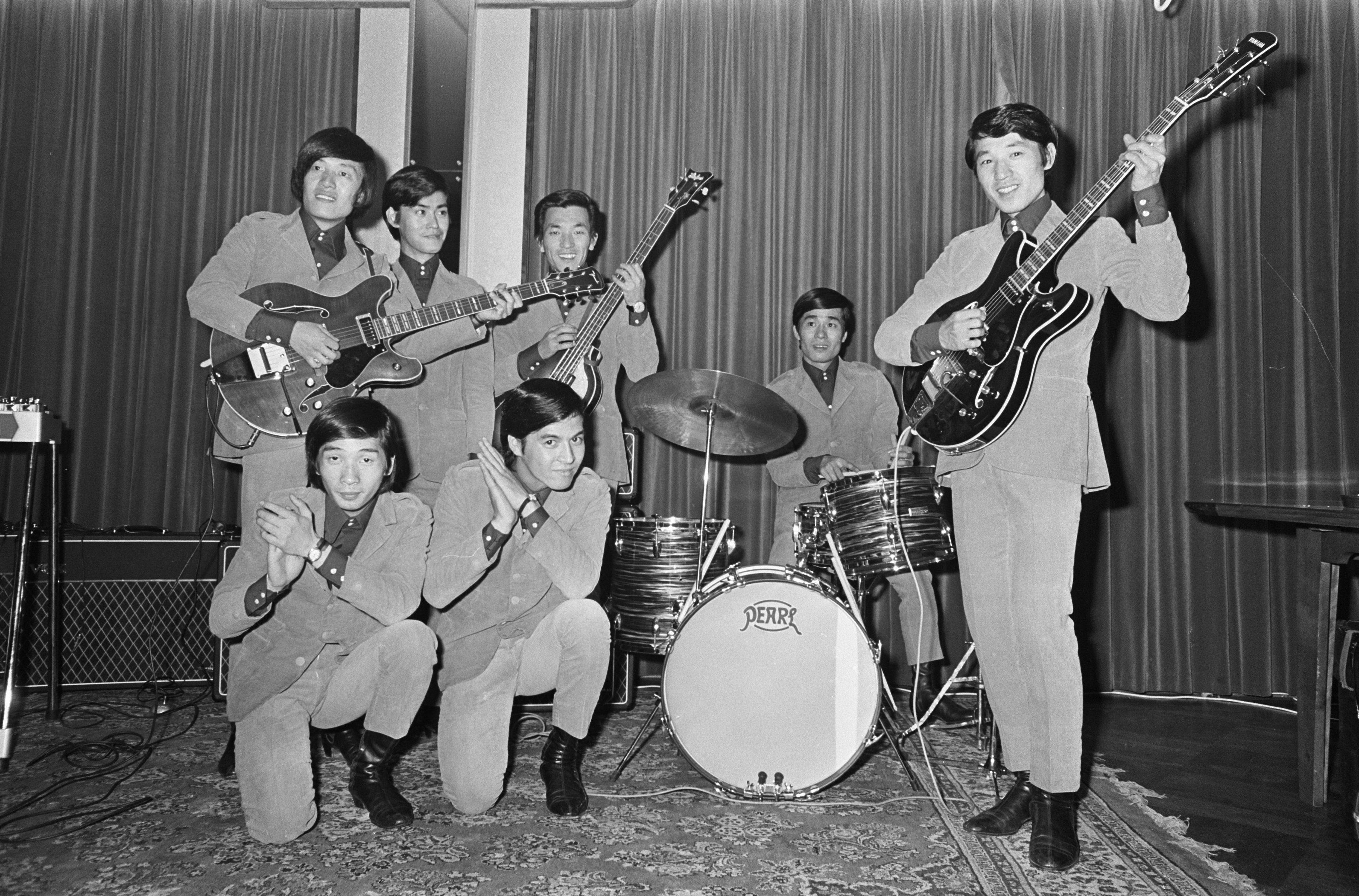
ザ・スパイダース時（ドラムを叩いているのが田邊）

田邊 昭知（田辺 昭知、たなべ しょうち、1938年〈昭和13年〉11月15日 - ）は、日本の芸能プロモーター・放送作家、元音楽家・俳優。田辺エージェンシー代表取締役会長（前社長）。元田辺昭知とザ・スパイダースのリーダー兼ドラマー・日本音楽事業者協会（JAME）会長。
東京都出身。愛称はショー坊（昭坊）、ショウちゃん（昭ちゃん）。妻はモデル・元女優・歌手の小林麻美。

## 来歴・人物
高千穂高等学校卒業。
10代の頃から米軍キャンプ廻りによりドラムを始め、小坂一也とワゴン・マスターズの付き人を務める。ホリプロ創設者の堀威夫とはこの時から関わりがあった。オールスターワゴン、スウィング・ウエストにて活躍。1961年に田辺昭知とザ・スパイダースを結成。1966年には日本ビクターレコード事業部内のフィリップスレーベル（現：ユニバーサルミュージック）及び新興楽譜出版社と契約と同時に、グループ名をザ・スパイダースに正式変更する。
同年5月、ホリプロダクション社内にスパイダクションを設立。ホリプロの取締役を兼務し、自らザ・スパイダースのマネージメントを手掛ける。メンバーのプレイングマネージャーとして先見の明を大いに発揮し、現在の田辺エージェンシーの基盤を創ることになる。メンバー主演映画数本にて親分肌な役柄で人気を得たほか、加賀まりこらとも映画で共演し、役者も志したが、1970年にマネージメントに専念するため、シングルをリリースして第一線から引退。
1973年4月、スパイダクションの規模を拡大、田辺エージェンシーに改称し、ホリプロから正式に独立。その後は研ナオコやタモリらを見い出し、芸能界のスターに育てている。1991年には田辺エージェンシーに所属していた小林麻美と結婚（小林は芸能界から引退）。小林との間に長男をもうける。小林とともに金屏風前で結婚会見を開き、自ら長男の名前も披露し話題となった。
1990年代には芸能界の実力者の一角を占めるに至り、1991年、堀威夫・ホリプロ会長の後を受けて日本音楽事業者協会（音事協）の第4代会長に就任。ホリプロでザ・スパイダースのマネージャーだった小野英雄・オー・エンタープライズ社長を同協会常任理事に据え、1999年まで会長を務めた。このほか長良プロダクションの取締役を兼務していた時期もあり、2000年代以降は、芸能界の最有力者の一人として芸能マスコミ等で度々言及されるようになる。プロデューサー・放送作家としてテレビ番組の企画・制作にも加わっており、自社所属タレントのタモリの番組（『タモリ倶楽部』『ジャングルTV 〜タモリの法則〜』など）を自ら手掛けたこともある。
田辺エージェンシー設立後は芸能界のドンとして君臨し、基本的には裏方に徹しているが、必ずしも表舞台に出ることを拒否しているわけではなく、メディアの取材に対応することもある。2017年にかまやつひろしが逝去した際には、お別れの会でザ・スパイダースのメンバーを引き連れてドラム演奏を披露した。
2024年2月20日、田辺エージェンシーの代表取締役社長の職を同社元社員でグループ会社ぐあんばーる代表取締役を務める側近の菅原潤一に譲り、自身は代表取締役会長となった。

## エピソード
1967年、スパイダースのハワイツアーコンサートの際、堺正章、かまやつひろしらメンバーが英語で流暢な自己紹介をする中、緊張が頂点に達した田邊は英語が頭から飛んでしまい、思わず「This is 昭知 of 田邊!」と挨拶してしまったと、タモリがラジオで暴露したことがある。
「This is」は許容できるとしても、姓名の間に「of」を入れるってなんだよ、とタモリが述懐していた。

## 作品
※いずれも、「田辺昭知」名義。

### 楽曲
- フリフリ - 編曲
- ノー・ノー・ボーイ - 作詞

### 番組
バラエティ
- タモリ倶楽部（テレビ朝日） - 企画・制作
- グッドモーニング（テレビ朝日） - 企画・制作
- 華麗にAh!so（テレビ朝日） - 企画・制作
- タモリの音楽は世界だ（テレビ東京）- 企画
- ジャングルTV 〜タモリの法則〜（毎日放送） - 企画
- タモリのグッジョブ!胸張ってこの仕事（毎日放送） - 企画

ドラマ
- 青春の影（テレビ朝日） - 企画・プロデュース
- レッスンC（テレビ朝日） - 企画・プロデュース
- ネオドラマ（テレビ朝日） - 企画・プロデュース